# 宮中三殿
35°40′54″N 139°44′59″E / 35.68167°N 139.74972°E
宮中三殿（きゅうちゅうさんでん）是位於皇居吹上御苑的三座神社。
賢所（かしこどころ／けんしょ）祭祀天照大御神、皇靈殿（こうれいでん）祭祀歷代天皇・皇族之霊、神殿（しんでん）則祭祀天神地祇。

## 概要
宮中三殿是皇居內三座相連結的建造物總稱。其各自祭祀神道的神祗，也是宮中祭祀（皇室祭祀）的中心。
宮中三殿的構成，也配置了數座附屬建造物。舉行四方拜、新嘗祭的神嘉殿（しんかでん）、舉行鎮魂祭、以及為天皇・皇后更換衣著的綾綺殿（りょうきでん）、演奏神樂的神楽舎（かぐらしゃ）、由樂師演奏雅樂的奏楽舎（そうがくしゃ）、提供列席者等待空間的左幄舎（ひだりあくしゃ）與右幄舎（みぎあくしゃ）、正對賢所的賢所正門、正對新嘉殿的新嘉門等。
宮中三殿司掌皇室祭祀，與國家行政機關的宮內廳組織不同，而是內廷的組織，並設置掌典職。掌典職由掌典長管理，設掌典次長、掌典、內掌典等。毎天清晨8點開始，賢所、皇靈殿的內掌典（女性、巫女），以及神殿的掌典，就會進行上供清酒、赤飯等祭品的「日供之儀」（日供の儀・にっくのぎ）。接著至早上8點30分，宮內廳侍從職的當值侍從會於賢所、皇靈殿、神殿，代替天皇進行拜禮，此儀式稱為「毎朝御代拝」（まいちょうごだいはい）。日供之儀及毎朝御代拜等各儀式，就算廢朝（天皇無執行公務）或宮中有喪事也會照常舉行。

## 賢所

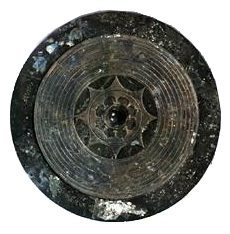
八咫鏡（想像圖）

祭祀皇祖神天照大御神。奉齋其御靈代的神鏡（八咫鏡的複製品，本體在伊勢神宮內宮）。此外，讀作「かしこどころ」（賢所）時，有時是直接指涉神鏡。古代開始就已經在宮中被祭祀。掌典及內掌典奉獻御用，並持續保護「忌火」（「神聖之火」之意）。
平安時代於溫明殿（うんめいでん）、鎌倉時代以後於春興殿。
古代開始持續至今的宮中祭祀，現在的上皇后美智子、皇后雅子等皇族嬪妃迎入宮中時的結婚儀式也是在此舉行。在后妃退出賢所時，婚姻即為成立。
因為是相當神聖的場所，相當忌諱不潔，並且有著相當嚴格的規範。

## 皇靈殿
祭祀歷代天皇與皇族。明治時代再興的神祇官創建了附屬的神殿，合併祭祀歷代天皇之靈。平安時代開始，以佛教形式祭祀宮中歷代天皇的「黒戶」儀式也隨之停止。
隨著神祇官升格為神祇省，明治4年（1871年）9月遷座至宮中，與賢所合稱「皇廟」。明治11年開始合祀皇妃、皇族之靈。天皇・皇族之靈會於死後1年，合祀於皇靈殿。毎年春分之日、秋分之日會舉行春季、秋季的皇靈祭。

## 神殿
祭祀天神地祇。
明治時代再興的神祇官（神祇省）創建了附屬神殿，祭祀天神地祇及律令制中神祇官八神殿的八神。明治5年，神祇省的祭祀移至宮中，八神殿遷座宮中，八神與天神地祇合祀並改稱神殿。

## 腳註
1. ↑  宮内庁. .   [2014-10-02]. （原始内容存档于2010-01-07）.

## 關聯項目
- 賢所乘御車
- 掌典職